# ترکیبات خوشه‌ای فلزی

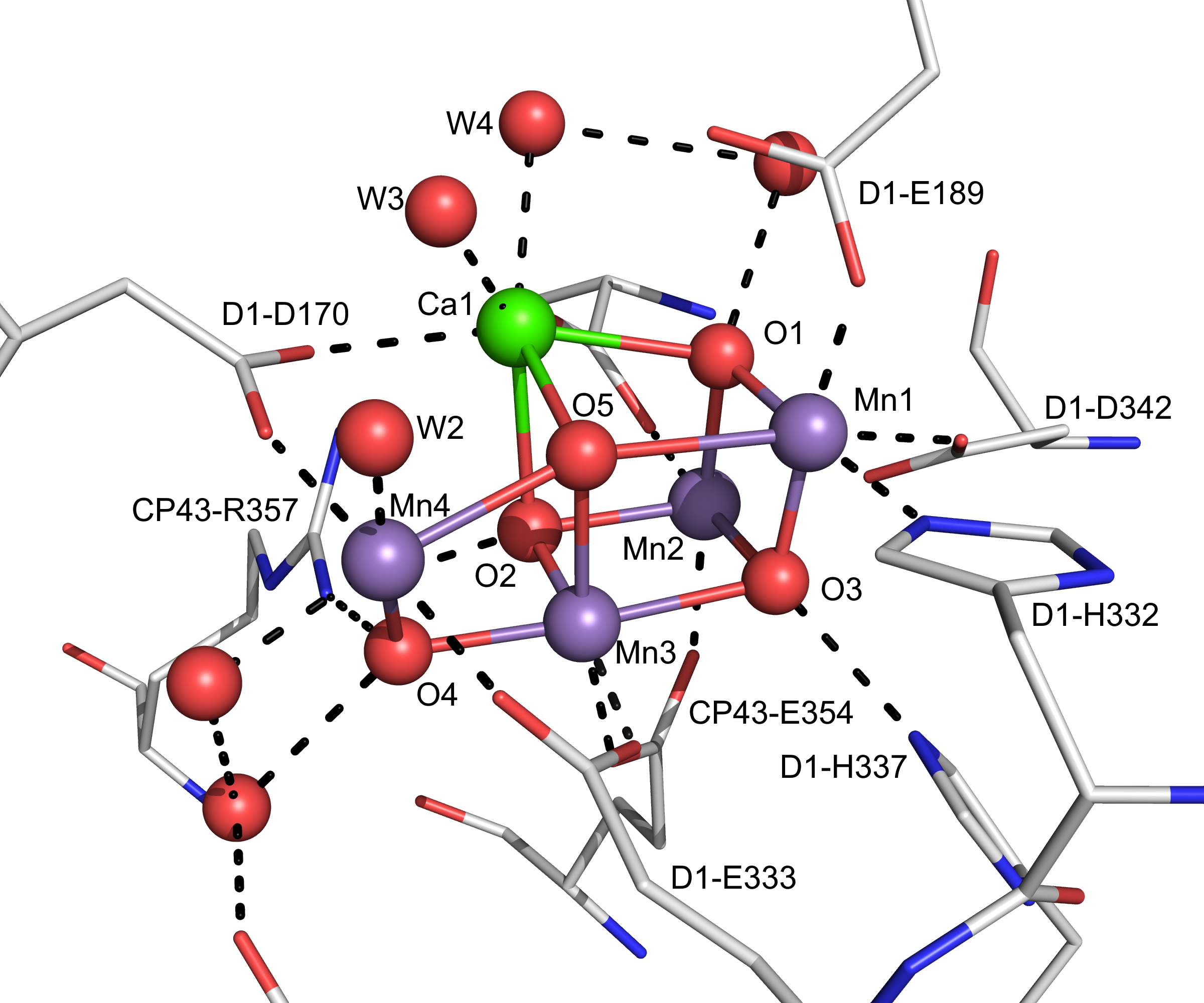
ساختار خوشه Mn_{4}O_{5}Ca کمپلکس در حال تکامل اکسیژن Photosystem II با وضوح Å.۱٫۹ این خوشه آب را به (همه) O _{2} موجود در جو ما تبدیل می‌کند.

Mn2(CO)10ترکیبات خوشه ای فلزی، یک یون مولکولی یا ترکیبی خنثی است که از سه یا چند فلز تشکیل شده و دارای برهمکنش‌های فلز-فلز قابل توجهی است.

## خوشه‌های کربونیل فلزات واسطه
توسعه خوشه‌های کربونیل فلزی مانند Ni(CO) 4 و Fe(CO) 5 به سرعت منجر به جداسازی Fe<sub id="mwGA">2</sub>(CO)<sub id="mwGQ">9</sub> و Fe<sub id="mwGw">3</sub>(CO)<sub id="mwHA">12</sub> می‌شود. آقایان راندل و دال کشف کردند که Mn2(CO)10 دارای یک پیوند منگنز-منگنز "بدون پشتوانه" است، بنابراین توانایی فلزات برای پیوند به یکدیگر در مولکول‌ها را تأیید می‌کند. در دهه ۱۹۷۰، پائولو چینی نشان داد که می‌توان خوشه‌های بسیار بزرگی را از فلزات پلاتین تهیه کرد، یکی از نمونه‌ها 2-[Rh13(CO)24H3] است. این حوزه از شیمی خوشه، از پراش پرتو ایکس تک کریستالی بهره برده‌است.

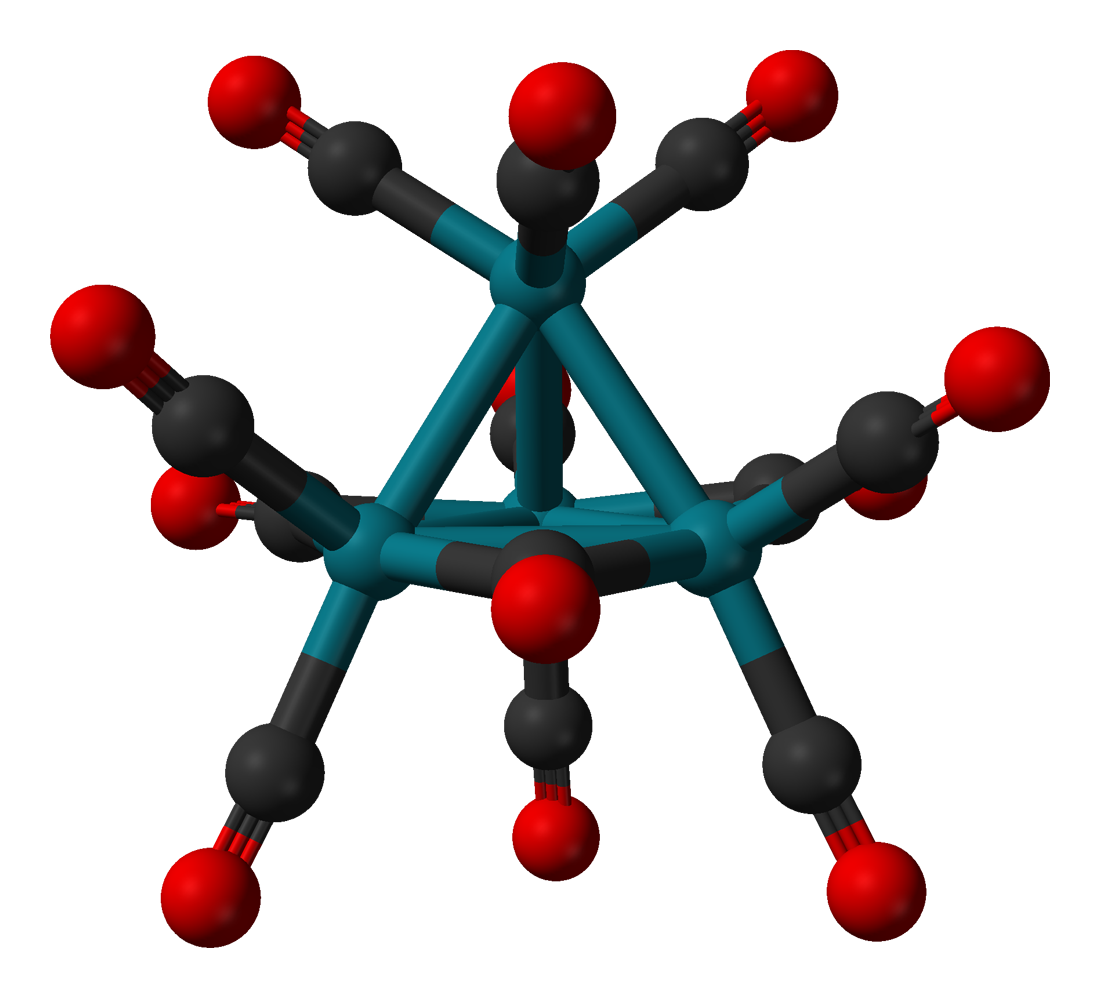
ساختار Rh_{4}(CO) _{12}، یک خوشه کربونیل فلزی.

بسیاری از خوشه‌های کربونیل فلزی به غیر از CO حاوی لیگاندهایی هستند. به عنوان مثال، لیگاند CO را می‌توان با جایگزین‌های بی شماری مانند فسفین‌ها، ایزوسیانیدها، آلکن‌ها، هیدریدها و غیره جایگزین کرد. برخی از خوشه‌های کربونیل حاوی دو یا چند فلز هستند. برخی دیگر حاوی رئوس کربن هستند. یک مثال، خوشه متیلیدین-تریکوبالت [Co3(CH)(CO)9 ] است. خوشه ذکر شده به عنوان نمونه ای از یک خوشه کلی با بار صفر (خنثی) عمل می‌کند. علاوه بر این، خوشه‌های کاتیونی (با بار مثبت) به جای تریمولیبدن آلی فلزی خنثی یا تریتنگستن نیز شناخته شده‌اند. اولین نماینده این خوشه‌های آلی فلزی یونی،
2+[Mo3(CCH3)2(O2CCH3)6(H2O)3] است.

## خوشه‌های هالید فلزی انتقالی

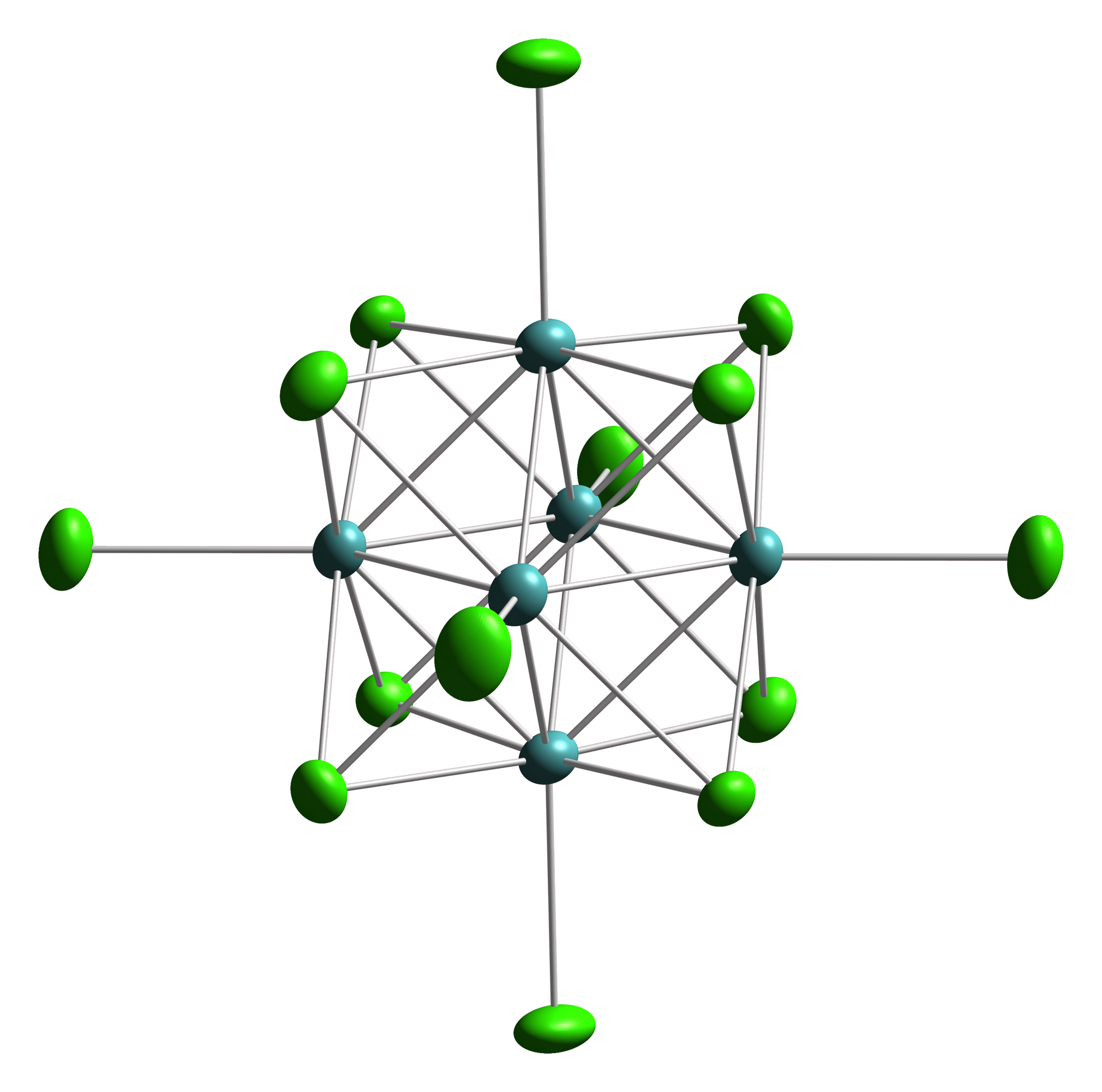
ساحتار -Mo_{6}Cl_{14}^{2}

هالیدهای فلزات اولیه کم ظرفیت اغلب خوشه‌هایی با پیوند MM گسترده هستند. این وضعیت با هالیدهای بالاتر این فلزات و تقریباً همه هالیدهای فلزات انتقالی متاخر، که در آن پیوند فلز-هالید کامل است، در تضاد است.
خوشه‌های هالید فلزی انتقالی برای فلزات سنگین‌تر رایج است: Zr Hf, Nb, Ta, Mo, W و Re. برای فلزات Zr و Hf، لیگاندهای کاربید بینابینی نیز رایج هستند. یک مثال Zr 6 CCl 12 است. یک مدل ساختار، دارای شش هالید انتهایی و ۱۲ هالید پل-لبه ای است. این موضوع همراه با کلرید تنگستن (III) , [Ta6Cl18]4− به عنوان یکی دیگر از ساختارهای رایج دارای شش هالید انتهایی و ۸ هالید پلی شناخته می‌شود، به عنوان مثال. Mo 6 Cl 14 2-.

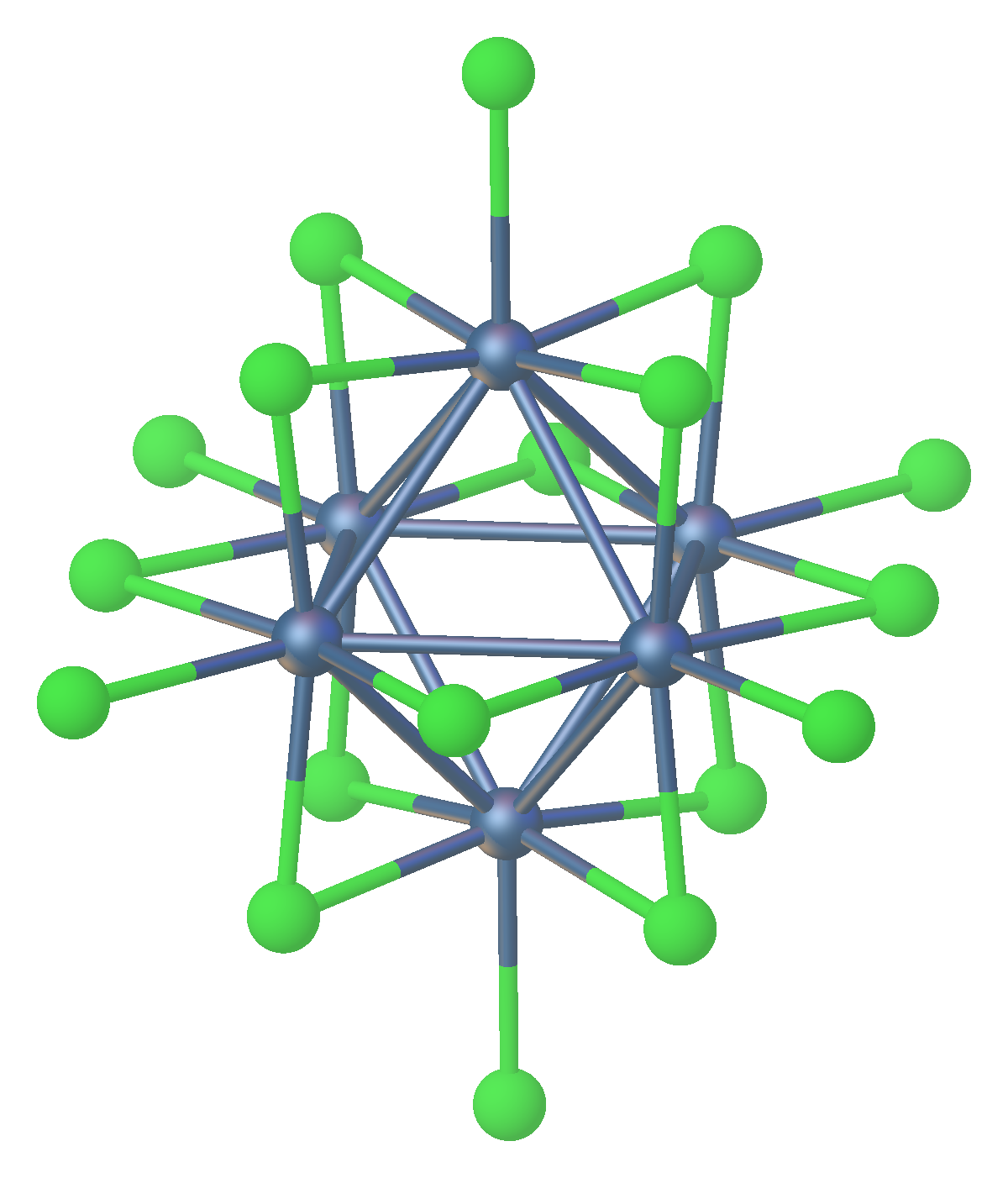
ساختار خوشه‌های هشت وجهی لبه دار مانند ^{-}Ta_{6}Cl_{18} ^{4}.

بسیاری از خوشه‌های فلزی اولیه تنها زمانی می‌توانند آماده شوند که اتم‌های بینابینی را ترکیب کنند.
از نظر تاریخچه، لینوس پاولینگ نشان داد که " MoCl 2 " از Mo6 octahedra تشکیل شده‌است. F. آلبرت کاتن ثابت کرد که " ReCl 3 " در واقع دارای زیر واحدهایی از خوشه Re 3 Cl است که می‌تواند بدون شکستن پیوندهای Re-Re به مجموعه ای از ترکیب‌های افزایشی تبدیل شود. از آنجا که این ترکیب دیامغناطیس است و پارامغناطیس نیست، پیوندهای رنیم، پیوندهای دوگانه هستند و پیوندهای منفرد نیستند. در حالت جامد پل زدن بیشتر بین همسایگان رخ می‌دهد و هنگامی که این ترکیب در اسید کلریدریک حل می‌شود یک کمپلکس −Re3Cl123 تشکیل می‌شود. نمونه‌ای از کمپلکس‌های چهار هسته‌ای، هگزا متوکسی تتراتانگستنW4(OCH3)12 همراه با پیوندهای منفرد تنگستن است. یک گروه مرتبط از خوشه‌ها با فرمول کلی MxMo6X8 مانند PbMo6S8. این خوشه‌های سولفیدو، فازهای شورل نامیده می‌شوند.

## خوشه‌های Fe-S در زیست‌شناسی
در دهه ۷۰ میلادی، فردوکسین برای نگهداری خوشه‌های Fe4S4 معرفی و بعداً نیتروژناز برای نگهداری یک سایت فعال متمایز از Mofe7S9 نشان داده شد. خوشه‌های Fe-S عمدتاً به عنوان کوفاکتورهای ردوکس عمل می‌کنند، اما برخی از آنها عملکرد کاتالیزوری دارند. در حوزه شیمی بیوان آلی، انواع مختلفی از خوشه‌های Fe-S نیز شناسایی شده‌اند که CO را به عنوان لیگاند دارند.

ساختار کوفاکتور FeMo که محل اتصال به نیتروژناز را نشان می‌دهد. اسیدهای آمینه سیستئین (Cys) و هیستیدین (His) نشان داده شده‌است.

FeMoco، سایت فعال اغلب نیتروژنازها، دارای یک خوشه Fe7MoS9C است.

## خوشه‌های Zintl
ترکیبات Zintl دارای خوشه‌های آنیونی برهنه هستند که با احیای عناصر سنگین گروه p، اغلب فلزات یا نیمه فلزات، با فلزات قلیایی، اغلب به صورت محلول در آمونیاک مایع بدون آب یا اتیلن دی‌آمین ایجاد می‌شوند. نمونه‌هایی از آنیون‌های Zintl عبارتند از 3−[Bi3], [Sn9], [Pb9], [Sb7] اگرچه این گونه‌ها «خوشه‌های برهنه» نامیده می‌شوند، اما معمولاً به شدت با کاتیون‌های فلزات قلیایی مرتبط هستند. برخی از نمونه‌ها با استفاده از کریپت کمپلکس‌های کاتیون فلزات قلیایی، به عنوان مثال، آنیون [Pb10]2−، که دارای یک درپوش به شکل ضد منشوری مربعی است، جدا شده‌اند. طبق قوانین وید (2n+۲)، تعداد الکترون‌های خوشه ای ۲۲ است و بنابراین یک خوشه نزدیک ا. این ترکیب از اکسیداسیون K4Pb9 توسط Au + در PPh 3 AuCl (با واکنش اسید تتراکلراوریک و تری فنیل فسفین) در اتیلن دی آمین با 2.2.2-crypt تهیه می‌شود. این نوع خوشه قبلاً به عنوان -Ni@Pb102 درون هدرال، شناخته شده بود (محفظه حاوی یک اتم نیکل است). خوشه بیست وجهی قلع −Sn122 یا آنیون stannaspherene یکی دیگر از ساختارهای پوسته بسته مشاهده شده با طیف‌سنجی فوتوالکترون است. با قطر داخلی ۶٫۱ آنگستروم، اندازه آن با فولرن قابل مقایسه است و باید مانند فولرن‌های درون‌ودرال اتم‌های کوچکی داشته باشد، در واقع یک خوشه Sn12 وجود دارد که حاوی یک اتم Ir است: [Ir@Sn12]3-.

## خوشه‌های متالوئیدی
خوشه‌های عنصری، خوشه‌های تثبیت‌شده با لیگاند از اتم‌های فلزی هستند که تماس‌های عنصر-عنصر مستقیم بیشتری نسبت به لیگاند-عنصر دارند. نمونه‌هایی از خوشه‌های مشخص‌شده ساختاری که هسته‌های تثبیت شده با لیگاند دارند Al77 ،Ga84 و Pd145 هستند.

## خوشه‌های بین فلزی
این خوشه‌ها حداقل از دو عنصر (نیمه) فلزی متفاوت تشکیل شده‌اند و دارای تماس مستقیم فلز-فلز بیشتری نسبت به فلز- لیگاند هستند. پسوند "oid" نشان می‌دهد که چنین خوشه‌هایی در مقیاس مولکولی دارای آرایش اتمی هستند که در ترکیبات بین فلزی توده ای با تعداد هماهنگی زیادی از اتم‌ها ظاهر می‌شوند، مانند فاز Laves و فاز هیوم-روتری. خوشه‌های بین‌فلزی بدون لیگاند، شامل خوشه‌های Zintl پر شده به‌صورت اندوهدرال نیز می‌شوند. نام دیگری برای خوشه‌های بین فلزی تثبیت شده با لیگاند، «آلیاژ مولکولی» می‌باشد. خوشه‌ها به عنوان واحدهای مجزا در ترکیبات بین فلزی ظاهر می‌شوند که توسط اتم‌های الکترومثبت از یکدیگر جذا شده‌اند، مانند
[Sn@Cu12@Sn20]12− یا به صورت یون‌های محلول مانند [As@Ni12@As20] 3- یا به عنوان مولکول‌های تثبیت شده با لیگاند مانند [Mo(ZnCH3)9(ZnCp*)3].